# 오선진
오선진(吳先鎭, 1989년 7월 7일~)은 현 KBO 리그 키움 히어로즈의 내야수이다.

## 아마추어 시절
서울 성남고등학교 시절 내야수로 활동했다. 그가 한화 이글스에 입단하는 데에는 한화의 전 감독이었던 이희수의 영향이 컸다. 2006년까지 서울 성남고등학교에서 함께했던 이희수의 지도 아래 고교 유망 선수로 성장했다.

## 한화 이글스시절
2008년 신인 드래프트에서 2차 4라운드 지명을 받아 입단하였다.

### 2009년
시즌 개막전인 SK 와이번스와의 경기에서 선발 출장했다. 4월 10일 롯데전에서 송승준을 상대로 데뷔 첫 홈런을 기록했다. 4월 22일 히어로즈전에서 김수경을 상대로 개인 통산 2호 홈런을 기록했다.

### 2012년
송광민의 공익 대체 복무, 이여상의 부진으로 사실상 풀 타임 3루수로 선발 출장했다. 6월 17일 SK 와이번스와의 경기에 출전해 정근우의 타구를 다이빙 캐치한 뒤 3루수 앞 병살타로 연결시켰고, 상대 선발 마리오를 상대로 1점 홈런, 2타점 적시타를 쳐 내며 승부에 쐐기를 박았다. 이 날 그는 팀의 SK 와이번스 상대 시즌 5연패, 2011년부터 이어진 SK 와이번스전 9연패를 끊는데 결정적 역할을 했다. 7월 중순부터 톱 타자로서 후반기 팀의 상승세를 이끌었다. 시즌 110경기에 출전해 2할대 타율, 세 자릿수 안타, 3홈런, 41타점, 14도루를 기록했다. 시즌 후 아시아 야구 선수권 대회 국가 대표로 선발돼 김용의, 나성범, 정형식 등과 함께 참가했다.

### 2013년
성적 부진에 시달렸다. 시즌 중 소집 해제된 송광민이 유격수, 이대수가 3루수를 맡으며 완전히 백업으로 밀려났다. 6월 22일~6월 23일 두산 베어스와의 경기에서 개릿 올슨, 노경은을 상대로 2경기 연속 홈런을 쳤지만 이 홈런은 그의 유이한 홈런이었다. 시즌 후 상무에 입대했다.

## 상무 야구단시절
2013년 시즌 후 입단하였다.

## 한화 이글스복귀
2015년에 복귀하였다.

## 삼성 라이온즈시절
2021년 6월 25일 당시 삼성 라이온즈 소속이었던 이성곤과 1:1 트레이드를 통해 이적하였다.

## 한화 이글스재복귀
2022년 11월 29일 계약 기간 1+1년, 계약금 1억 5000만원, 연봉 1억원, 인센티브 2500만원 등 총액 최대 4억원에 FA 계약을 체결하며 복귀하였다.

## 롯데 자이언츠시절
2024년 KBO 리그 2차 드래프트를 통해 이적하였다.

## 논란
- 2017년 4월 21일 경기 후 2017년 4월 22일 새벽 3시에 양성우와 함께 나이트 클럽에 방문해 음주 및 흡연을 하는 모습이 발견됐다. 당일에 야구 경기가 있는데도 늦은 시간에 이런 행동을 보여 많은 팬들의 질타를 받았다. 결국 양성우와 함께 1군 엔트리에서 제외됐다.

## 통산 기록
| 연도 | 팀명   | 타율  | 경기 | 타수 | 득점 | 안타 | 2루타 | 3루타 | 홈런 | 루타 | 타점 | 도루 | 도실 | 볼넷 | 사구 | 삼진 | 병살 | 실책 |
| ---- | ------ | ----- | ---- | ---- | ---- | ---- | ----- | ----- | ---- | ---- | ---- | ---- | ---- | ---- | ---- | ---- | ---- | ---- |
| 2008 | 한화   | 0.133 | 46   | 30   | 3    | 4    | 1     | 0     | 0    | 5    | 1    | 0    | 0    | 1    | 0    | 7    | 0    | 1    |
| 2009 | 한화   | 0.263 | 79   | 175  | 20   | 46   | 9     | 1     | 2    | 63   | 14   | 3    | 2    | 8    | 1    | 43   | 7    | 10   |
| 2010 | 한화   | 0.199 | 108  | 221  | 24   | 44   | 5     | 0     | 0    | 49   | 14   | 7    | 2    | 12   | 2    | 57   | 7    | 2    |
| 2011 | 한화   | 0.206 | 68   | 107  | 15   | 22   | 3     | 0     | 0    | 25   | 7    | 3    | 3    | 5    | 4    | 21   | 3    | 5    |
| 2012 | 한화   | 0.263 | 110  | 399  | 33   | 105  | 18    | 3     | 3    | 138  | 41   | 14   | 9    | 25   | 7    | 65   | 7    | 6    |
| 2013 | 한화   | 0.230 | 92   | 256  | 31   | 59   | 8     | 2     | 2    | 77   | 26   | 5    | 2    | 23   | 10   | 49   | 12   | 4    |
| 2016 | 한화   | 0.163 | 57   | 43   | 6    | 7    | 0     | 0     | 0    | 7    | 3    | 0    | 0    | 5    | 2    | 8    | 0    | 0    |
| 2017 | 한화   | 0.310 | 65   | 184  | 23   | 57   | 11    | 0     | 2    | 74   | 21   | 3    | 5    | 15   | 4    | 22   | 5    | 4    |
| 2018 | 한화   | 0.226 | 56   | 133  | 14   | 30   | 4     | 0     | 1    | 37   | 9    | 3    | 0    | 7    | 5    | 33   | 2    | 5    |
| 2019 | 한화   | 0.224 | 122  | 392  | 37   | 88   | 16    | 0     | 3    | 113  | 36   | 7    | 2    | 38   | 10   | 72   | 8    | 12   |
| 2020 | 한화   | 0.234 | 93   | 197  | 17   | 46   | 4     | 0     | 2    | 56   | 17   | 0    | 1    | 16   | 3    | 39   | 10   | 4    |
| 2021 | 삼성   | 0.214 | 23   | 42   | 5    | 9    | 0     | 0     | 0    | 9    | 2    | 0    | 0    | 3    | 1    | 8    | 2    | 2    |
| 2022 | 삼성   | 0.276 | 100  | 268  | 30   | 74   | 8     | 0     | 3    | 91   | 24   | 2    | 2    | 18   | 3    | 51   | 5    | 10   |
| 2023 | 한화   | 0.230 | 90   | 165  | 17   | 38   | 6     | 0     | 0    | 44   | 14   | 2    | 0    | 24   | 5    | 34   | 7    | 4    |
| 2024 | 롯데   | 0.200 | 26   | 20   | 0    | 4    | 1     | 0     | 0    | 5    | 0    | 0    | 0    | 2    | 2    | 8    | 0    | 0    |
| 통산 | 15시즌 | 0.241 | 1135 | 2632 | 275  | 633  | 94    | 6     | 18   | 793  | 228  | 49   | 28   | 202  | 59   | 517  | 75   | 69   |